# Campiglossa kangdingensis
Campiglossa kangdingensis este o specie de muște din genul Campiglossa, familia Tephritidae, descrisă de Wang în anul 1996. Conform Catalogue of Life specia Campiglossa kangdingensis nu are subspecii cunoscute.